# Marigny-sur-Yonne
Marigny-sur-Yonne település Franciaországban, Nièvre megyében. Lakosainak száma 191 fő (2022. január 1.). Marigny-sur-Yonne Dirol, Chaumot, Chitry-les-Mines, Germenay és Ruages községekkel határos.

## Népesség
A település népességének változása:
| Lakosok száma | 206  | 200  | 211  | 206  | 201  | 197  | 192  | 191  | 191  |
|               | 2013 | 2015 | 2016 | 2017 | 2018 | 2019 | 2020 | 2021 | 2022 |